# شلیته
شلیته دامن کوتاه، گشاد و چین داری بوده است که در گذشته روی شلوار زنانه می‌پوشیدند. این لباس را علاوه بر زنان، مطرب‌ها و مردان رقصنده جهت رقص می‌پوشیدند. گاهی شلیته رقاص‌ها پر از پولک می‌بود تا هنگام حرکت و جولان دادن صدای زیادی ایجاد کند. در منطقه کاشمر و بردسکن در خراسان رضوی، به دامن کوتاه و پر چین که فقط ناحیه باسن را می‌پوشانده و زیر آن شلوار نظامی تنگ می‌پوشیده‌اند، گفته می‌شد و قبل از دهه سی کابرد آن از بین رفته است.
در برخی مناطق نیز کلمه شلیته (یا شلیطه که شاید تغییر یافته سلیطه باشد)، به معنی زن هتاک و بی حیا هم بکار می‌رفته است، اما معنای متداول آن همان لباس می‌باشد.

## تنوع
لباس‌ها تابلوی فرهنگی مردم خود هستند. تنوع قومیت‌ها در ایران به تنوع پوشش‌ها منجر شده و باعث شده هر بخش ایران به رنگی درآید. تنوع آب و هوایی، پیشینه تاریخی و خلق و خوی هر منطقه؛ لباس‌های خاص آن را شکل داده است.
دامن شلیته جزئی از پوشاک سنتی اقوام ایرانی در نقاط مختلف سرزمین پهناور ایران است که به مرور زمان استفاده از ان به جهت جایگزینی با مدهای جدید به دست فراموشی سپرده شده است. تنوع قومیت‌ها و عوامل معیشتی و و جغرافیایی باعث تنوع شکل، جنس، رنگ و اندازه شلیته‌ها در هر یک از نقاط کشور شده است. این پوشش علاوه بر عوامل فوق، با ذوق و سلیقه مردمان مناطق مازندران، گیلان، گرگان، ابیانه،لرها و ایل قشقایی  نسبت به همدیگر متفاوت شده است.

## تاریخچه

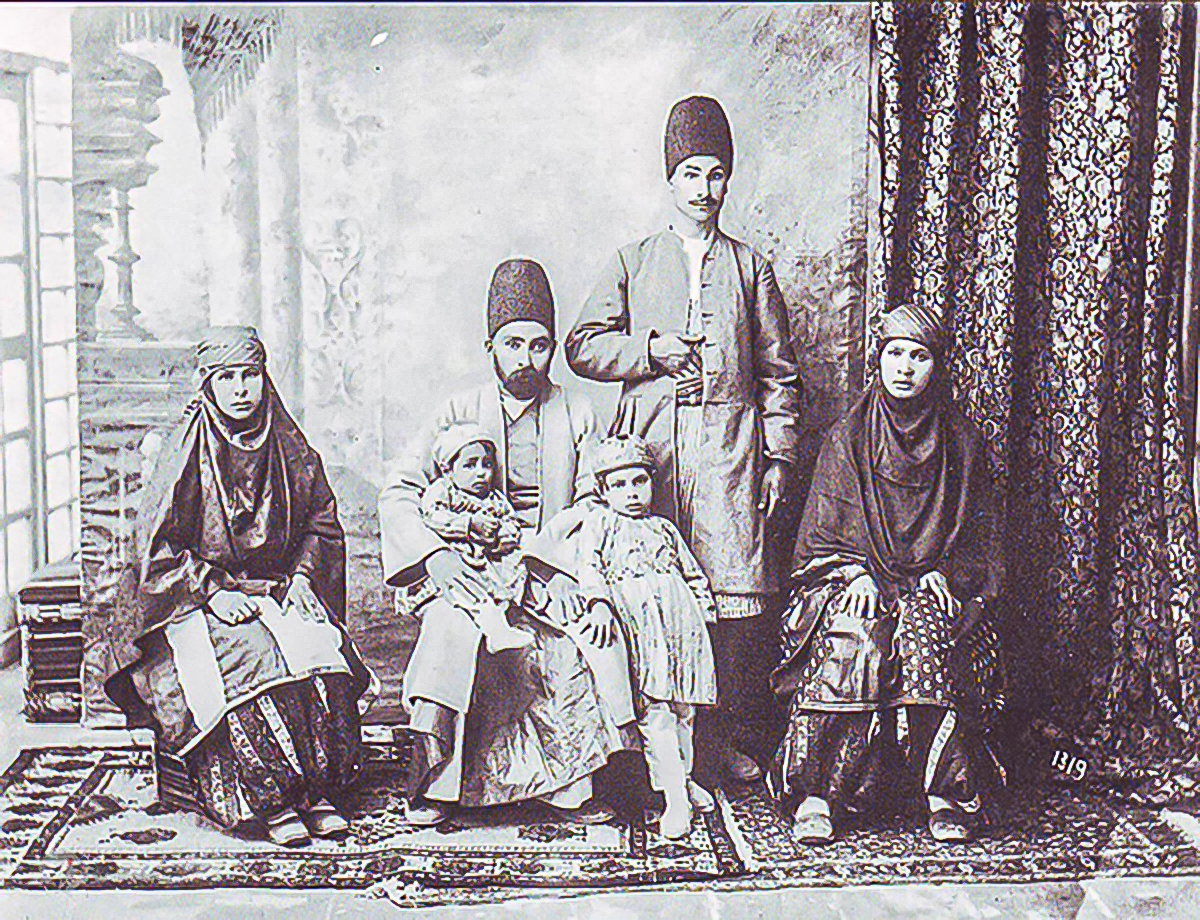
لباس مردم در زمان قاجار

تا اواسط دوره قاجار تغییری چشمگیر در نوع پوشش ایرانیان پدید نیامد و لباس آنان همان بود که نسل‌های پیش می‌پوشیدند اما از اواخر عهد ناصری رفته‌رفته رنگ‌پذیری پوشش درباریان و رجال از فرنگی‌ها که هر روز پدیده صنعتی نوظهوری را به کشور ما وارد می‌کردند احساس شد.
در این عصر اروپاییانی بیش از گذشته به ایران آمدند و جسته گریخته سفرهای ایرانیان به روندی روبه رشد و مداوم تبدیل گشت. این عوامل و از آن‌ها مهم‌تر سفر ناصرالدین شاه به فرنگ، فرهنگ پوشش ایرانی‌ها را تحت تأثیر قرار داد و دست‌کم در محدوده دربار حرکت تاثیرپذیری شکل و شمایل لباس درباریان از فرنگی‌ها آغاز شد.
اروپاییان که خود بر اثر تحولات انقلاب صنعتی دچار تغییر و بازنگری نوع حکومت و اندیشه‌های فلسفی جدید و به تبع آن تحولات گسترده در تمامی ابعاد زندگی شده بودند با تغییراتی فاحش در نوع پوشش و برخی رفتارهای اجتماعی روبرو بودند، آنان بسیار علاقه به نمایاندن پوشش نو و تازه خود به دیگر اقوام و ترویج آن لباس‌ها میان ایشان داشتند زیرا بدین ترتیب هم بازار مصرف پارچه‌ها و کالاهای تولیدی خود را ایجاد می‌کردند و هم با الگو قرار دادن خود به عنوان ملتی دانا و موفق اهداف استعماری خود را بهتر پیش می‌بردند.

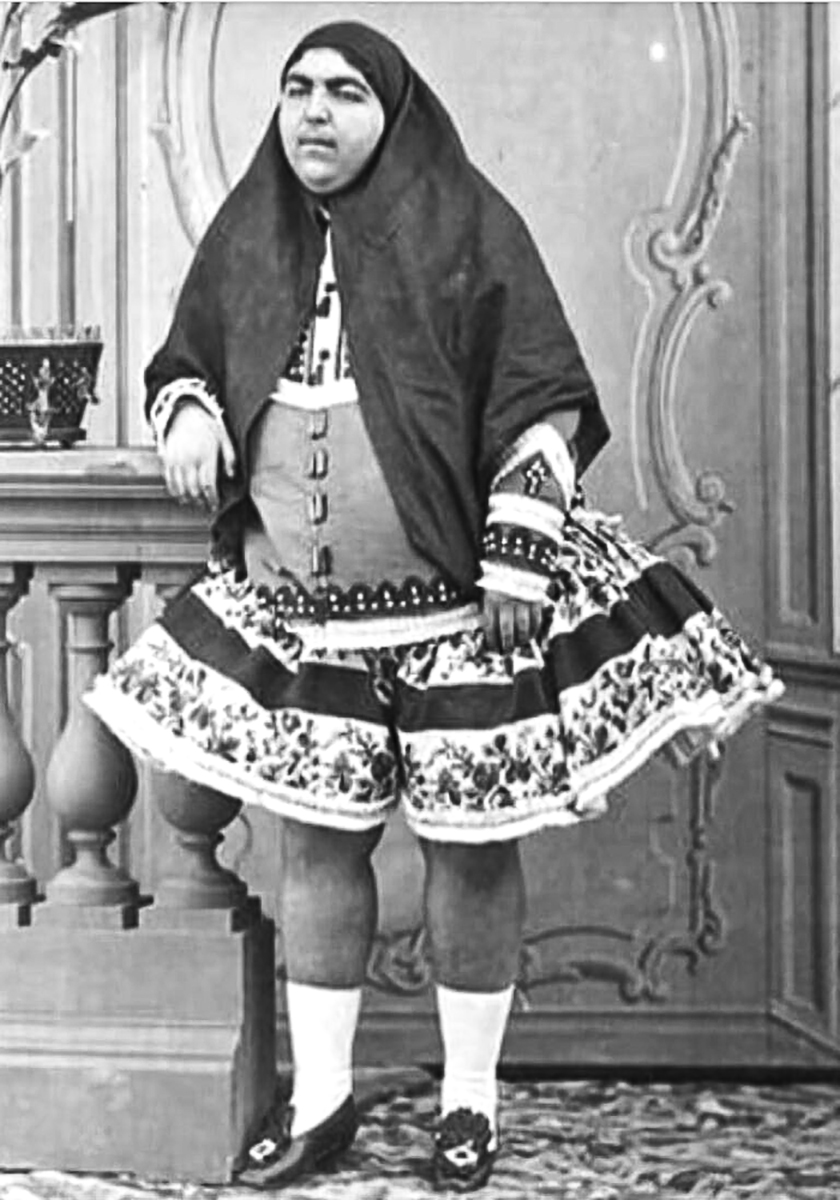
پوشاک زنان دربار قاجار با الهام از باله روسیه

سفر ناصرالدین شاه تیر خلاصی به پیکر اندیشه استقامت و مقاومت در رنگ‌پذیری بی‌چون و چرای ایرانیان از فرنگی‌ها بود. شاه در بازگشت از اروپا با ایجاد تکیه دولت و بسیاری تقلیدها در پایتخت پیشرفت و ترقی مورد نظرش را به نمایش گذاشت. در همین راه شلیته که تقلیدی از دامن زنان اروپایی بود به زنان اندرونی تحمیل کرد. گو این که روند تغییر لباس ایرانی‌ها در آن زمان از دربار ناصری آغازید اما تا محو شدن کلاه نمدی آخرین نماد لباس سنتی از میان مردم کوچه و بازار و شیوع کلاه پهلوی در عصر پهلوی ادامه یافت.
تا پیش از رواج و شیوع کت و شلوار و دامن، لباس مردان ایرانی عبارت بود از: ارخالق یا قبا، تنبان، پیراهن، کلاه، سرداری، کفش و برای زنان پیراهن، شلوار (پاچه تنگ)، چارقد، روبند، یل، شلیته، شمد یا چادر نماز، چادر و چاقچور.
در سفرنامه ابراهیم‌بیک از وضع پوشش زنان پیش از مشروطیت چنین یاد شده: "... در آن زمان زنان بی‌بند و بار شلیته می‌پوشیدند و موی سر را با چادر می‌پوشاندند اما در همان حال که جلو در خانه نشسته بودند میان پای آنان عریان بود."

در آن برزخ فکری که حاصل برخورد تمدن شرق و غرب بود سال‌هایی قبل از آزادی‌خواهی ایرانیان نویسنده سیاحتنامه ابراهیم بیگ با قیاس پوشش زنان اروپایی و ایرانی از حجاب خرده می‌گیرد و حجاب را از دلایل عقب‌ماندگی ایرانیان و مانع تجدد می‌پندارد.
تا پیش از سفر ناصرالدین شاه قاجار به فرنگ، پوشاک زنان ایرانی برای بالاتنه، پیراهنی کوتاه و لباسی به نام ارخالق، کوتاه‌تر از آن بود که مکمل آن برای پوشاندن پایین‌تنه، زیرجامه‌ای بود که تا پشت پاها را می‌پوشاند.
سفر ناصرالدین شاه به سنت پترزبورگ و دیدن لباس بالرینهای روس، که شلوار چسبان نازکی به پا داشتند و زیرجامه‌ای بسیار کوتاه و چین‌دار، به قد یک وجب بر تن کرده بودند و روی انگشتان پا می‌رقصیدند، شاه را مشتاق کرد تا این لباس را برای زنان اهل حرم به سوغات بیاورد.
دامن کوتاه آن در میان زنان عهد ناصری، به نام شلیته مقبولیت فراوان یافت. زنان گاه برای جذابیت بیشتر، آن را آهار می‌زدند و گاهی نیز فنردار می‌کردند تا برجسته‌تر بایستد.
دامنهای پن‌دار و گشاد که زنان با شلوارهای راسته بر تن می‌کردند، از جملهٔ لباسهای رسمی این دوره به‌شمار می‌آمد.

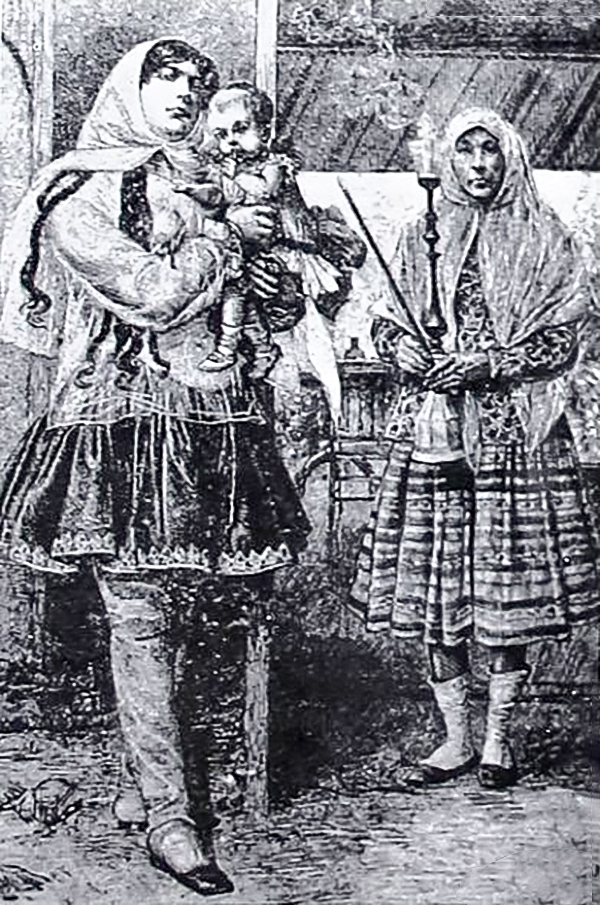

در دوران قاجار، روستاییان نیز شلیته بر تن می‌کردند، با این تفاوت که دامنشان قدری پایین‌تر از زانو بود. ژان دیولافوا دربارهٔ اندازه‌های شلیته در نقاط مختلف ایران عهد قاجار نوشته است که هرقدر به طرف مناطق جنوبی ایران پیش رویم، بلندی پیراهن زنان بیشتر است؛ در تهران بلندای دامن‌های چین‌دار به وسط ران، در اصفهان به سر زانو، و در شیراز تا قوزک پا می‌رسید.
زنان نواحی دریای خزر شلیته‌ای پرچین و کوتاه بر تن می‌کنند که همواره با شلوار همراه است. این شلیته را «کوتاه‌تومان» (تنبان) یا «گردتومان» و دامنهای پرچین و بلند را «درازتومان» می‌نامند. در نواحی غربی گیلان، این دامن «شُلار» نامیده می‌شود. مردم آذربایجان هم به دامن‌های کوچک و پرچینی که با شلوار می‌پوشند، «تومان» می‌گویند.
در گذشته، زنان اهل قزوین هم شلیته را زیر پیراهن و با شلوارهای مشکی می‌پوشیدند، چنان‌که به اندازهٔ یک وجب یا کمتر، از زیر دامنشان بیرون می‌آمد. اما در میان لباسهای محلی، زنان زنجانی از شلیته به دو صورت کوتاه و بلند استفاده می‌کنند که به اقتضای سن پوشنده لباس انتخاب می‌شود؛ یعنی سال‌خوردگان شلیتهٔ بلند و جوان‌ترها شلیتهٔ کوتاه‌تری به نام «قیسّاتومان» (دامن کوتاه) می‌پوشند.
پارچه‌هایی که معمولاً برای دوختن این دامنها به کار می‌رود، ضخیم و تیره‌رنگ است. همچنین در خراسان جنوبی و مرکزی، زنان در جشنها و مراسم، شلیته‌های کوتاه و پرچینی می‌پوشند که از پارچه‌ای براق دوخته شده است؛ این شلیته‌ها با شلوارهای تنگ همراه‌اند.
در ابیانه نیز پوشاک زنان شلیته‌های گشاد و کوتاهی است که از پارچه‌های الوان تهیه می‌شود و از کمر تا پایین زانو را می‌پوشاند. ابیانه‌ای‌ها این دامن را در زمستان با پوشیدن روپوشی به نام ارخالقی زنانه کامل‌تر می‌کنند.
شلیته در میان زنان قشقایی، دامنهای بلند و پرچینی است که از جایگاه ویژه‌ای برخوردار است، به گونه‌ای که ۶ تا ۷ دامن را در اندازه‌های متفاوت بر روی هم می‌پوشند و دامنها با بند تنبانی که از لیفه آن‌ها گذشته است، روی کمرشان ثابت می‌ماند.
زنان بیرجندی شلیته کوتاه و پرچین می‌پوشند و به شلیته بلندی که تا مچ پا برسد، «شلوار» می‌گویند. مکمل پیراهن زنان سروستانی چندین شلیته با پارچه‌های متنوع و خوش‌نما است که بر روی هم می‌پوشند.
زنان مازندرانی به شلیته «چرخی‌شلوار» یا «تمبون‌قمبلی» می‌گویند.
از جملهٔ ارکان اصلی پوشاک بانوان کرد نواحی خراسان شمالی شلیته (دامن قوچانی) یا «پاچین» است که برای دوخت آن پارچهٔ بسیاری به کار می‌رود.
شلیته در میان بختیاری‌های ساکن در جنوب لرستان، به «تنبان» معروف است که همانند کردها با همان سبک پرچین تهیه می‌شود.
زنان ایرانی برای زیباترشدن شلیته از تنبان‌ها یا زیرجامه‌های آهار زده استفاده می‌کردند که در اطراف کمر، دایره‌ای را به شعاع نیم ذرع و شاید هم بیشتر تشکیل می‌داد. لباس سنتی مهد علیا دارای شلیته زربفتی بود که لبه‌های آن با مرواریددوزی‌هایی بر روی گلابتون مزین شده بود، اما به‌سبب ناشناخته بودن دامن‌های فنردار، زنان از ۱۰ یا ۱۱ شلیته بر روی هم استفاده می‌کردند.
مصرف زیاد پارچه برای چین‌دارتر نشان‌دادن دامنها در برخی از گزارشهای سیاحان آمده است. بیشتر شلیته‌ها در قسمت کمر تکه‌ای داشتند که به لیفه معروف بود و با بندی که از آن می‌گذشت، به کمر می‌ایستاد. هرچه این دامنها کوتاه‌تر بودند، به همان میزان مقبول‌تر هم بودند.
در دوخت شلیته‌ها، افزون‌بر پارچه‌های زربفت، از چلوارهای سفید و مخمل‌های قوس قزحی و دیگر پارچه‌های نرم نیز استفاده می‌شد. از انواع این شلیته‌ها «شلیتهٔ قجری» بارزترین آن‌ها بود که بسیار پرچین و چتری و کوتاه می‌ایستاد؛ سپس هرچه بر پف آن افزوده شد، «شلیتهٔ چهارانگشتی» نام گرفت و کفل‌ها را تا چندین برابر بزرگ‌تر نشان می‌داد. اما تفاوت این دامن‌ها با شلیته‌های محلی و ایلی در نوع و طرح پارچه‌های آن‌ها است. بیشتر پارچه‌های شلیته قشقایی‌ها دارای نقش‌مایهٔ گل‌دار است؛ شلیته‌های مازندرانی از کتان‌های ظریف یا پارچه‌های ابریشمی دوخته می‌شوند و حواشی آن با نوارهای سیاه (سیاهیک) مزین می‌گردد.